# دار سلیم
دار سلیم (انگلیسی: Dar Salim؛ زادهٔ ۱۸ اوت ۱۹۷۷)، هنرپیشه اهل کشور دانمارک با اصالت عراقی است. وی در شهر بغداد متولد شد و هنگامی که شش سال داشت به همراه خانواده‌اش به کشور دانمارک پناهنده شد.

## قسمتی از فیلم‌شناسی
- ربودن -۲۰۱۲
- خروج: خدایان و پادشاهان -۲۰۱۴
- یک جنگ -۲۰۱۵
- پیمان (فیلم ۲۰۲۳)عهد -۲۰۲۳